# Glen Little
Glen Matthew Little (* 15. Oktober 1975 in Wimbledon) ist ein englischer Fußballspieler. Der rechte Flügelspieler bestritt 282 Pflichtspiele für den FC Burnley und steht aktuell bei Grays Athletic unter Vertrag.

## Spielerkarriere
Glen Little startete seine Karriere als Profifußballer 1994 in seiner Londoner Heimat bei Crystal Palace. Dort wurde er jedoch nie in einem Ligaspiel eingesetzt und heuerte im August 1995 beim nordirischen Verein Glentoran Belfast an. Dort sammelte er seine ersten Erfahrungen im Profifußball und gewann im Jahr 1996 den Irish Cup.
Anschließend wurde er vom FC Burnley unter Vertrag genommen. In 246 Ligaspielen erzielte er 32 Treffer für seinen neuen Club. Im Jahr 2003 wurde er den FC Reading und die Bolton Wanderers ausgeliehen.
Von 2004 an spielte Little beim Erstligisten FC Reading, den er jedoch im Sommer 2008 nach dem Abstieg verließ, um beim FA-Cup-Sieger FC Portsmouth zu unterschreiben. Dort kam er jedoch – auch verletzungsbedingt – nur auf acht Pflichtspieleinsätze in der Saison 2008/09 und der neue Trainer Paul Hart lieh ihn im März 2009 bis zum Ende der laufenden Spielzeit an seinen Ex-Klub aus Reading aus. Nach seiner Rückkehr erhielt er von „Pompey“ die Freigabe für einen Wechsel und nach einem erfolgreichen Probetraining unterzeichnete er im August 2009 bei Sheffield United einen neuen Einjahresvertrag.
Im Sommer 2010 wechselte Little zu Aldershot Town in die Football League Two. Dort kam er nur unregelmäßig zum Einsatz. Ein Jahr später schloss er sich dem AFC Wrexham in die National League. In den Spieljahren 2011/12 und 2012/13 verpasste er mit seiner Mannschaft in den Play-offs den Aufstieg. Little blieb zwei Jahre in Wrexham und kam meist als Einwechselspieler zum Zuge. Er heuerte im Sommer 2013 beim FC Wealdstone in der Isthmian League an und stieg am Saisonende mit seinem Team auf. Seit Sommer 2014 spielte er mit einer kurzen Unterbrechung für Grays Athletic in der Isthmian League.

## Erfolge
- Irish Cup mit Glentoran Belfast: 1996